# 赵 (五代十国)
赵（907年—921年），五代十国初期成德節度使王镕在成德镇州（今河北正定）建立的半独立政权。王镕统治成德军多年，907年后梁太祖朱全忠篡唐，王镕作为其封臣受封为赵王，为避太祖家讳，成德军改名武顺军。开平四年（910年），梁太祖意图直接接管赵国及其邻镇义武军，王镕和义武军节度使王处直遂叛梁，与梁大敌晋王李存勖结盟，改用唐朝天祐年号，军号也改回成德军。

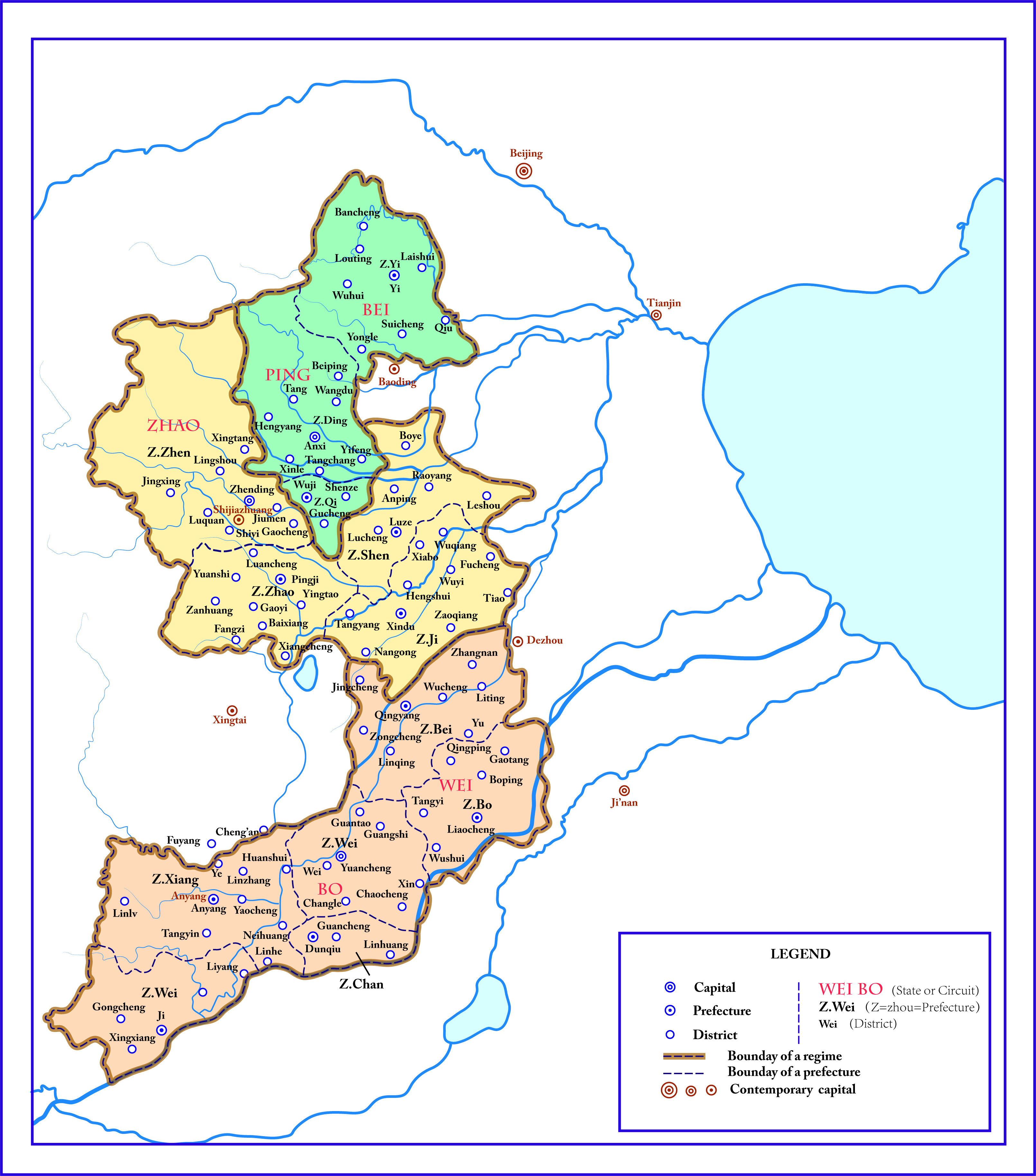
赵国疆域（黄色部分）

921年，王镕下属士兵杀王镕及其家族，拥立王镕养子张文礼（王德明）继任。张文礼继续对晋国称臣，却又私通后梁、契丹，李存勖察觉后以为王镕报仇惩张文礼弑父之罪为由出兵讨伐。张文礼被吓死，其子张处瑾继任。次年，张处瑾被弟弟张处球取代。同年，张处球为李存勖所灭，赵国亦被晋国兼并。